# Ornithomya inocellata
Ornithomya inocellata är en tvåvingeart som beskrevs av Ferris 1930. Ornithomya inocellata ingår i släktet Ornithomya och familjen lusflugor. Inga underarter finns listade i Catalogue of Life.